# Лезе
Лезе (нем. Leese) — община в Германии, в земле Нижняя Саксония.
Входит в состав района Ниэнбург-на-Везере. Подчиняется управлению Ландесберген. Население составляет 1715 человек (на 31 декабря 2010 года). Занимает площадь 29,65 км².
| Год  | Население |
| ---- | --------- |
| 1990 | 1655      |
| 1995 | 1842      |
| 2000 | 1790      |
| 2005 | 1762      |
| 2010 | 1722      |